# Страшка Горца
Страшка Горца (словен. Straška Gorca) — поселення в общині Шентюр, Савинський регіон, Словенія. 
Висота над рівнем моря: 440 м.